# DBU's Landspokalturnering for herrer 1998-99
Landspokalturneringen 1998/1999 var den 43. udgave af DBUs Landspokalturnering. Turneringen blev vundet af AB, som i finalen kristihimmelfartsdag, d. 13. juni 1999 Parken vandt med 2-1 over AaB.
Dette er ABs  hidtil eneste pokaltriumf. 

## Finalen
| 13. juni 1998 |

| AB                                   | 2 - 1 | AaB                     |
| ------------------------------------ | ----- | ----------------------- |
| Alex Nielsen 42' Chris Hermansen 73' |       | Søren Frederiksen 43' · |

| Parken, København Tilskuere: 25.113 Dommer: Jan Hald |

| AB:         |    |                     |           |     |
|             |    |                     |           |     |
| MM          | 1  | Jan Hoffmann        |           |     |
| F           | 2  | Allan Olsen         | Gult kort |     |
| F           | 3  | René Henriksen      |           |     |
| F           | 4  | Lars Bo Larsen      |           |     |
| F           | 5  | Jan Michaelsen      |           |     |
| M           | 6  | Jan Bjur            |           |     |
| M           | 7  | Peter Rasmussen     |           |     |
| M           | 8  | Brian Steen Nielsen | Gult kort |     |
| M           | 9  | Alex Nielsen        |           | 72' |
| A           | 10 | Chris Hermansen     |           | 84' |
| A           | 11 | Jesper Falck        |           |     |
| Udskiftere: |    |                     |           |     |
| GK          | 12 | Kaan Metin          |           | 72' |
| DF          | 13 | Martin Albrechtsen  |           | 84' |
| Træner:     |    |                     |           |     |
| Ole Mørk    |    |                     |           |     |

| AaB:        |    |                      |
|             |    |                      |
| MM          | 1  | Jimmy Nielsen        |
| F           | 2  | Brian Priske         |
| F           | 3  | Thomas Bælum         |
| F           | 4  | Jozo Matovac         |
| F           | 5  | Jens Jessen          |
| M           | 6  | Lars Thomsen 79'     |
| CM          | 7  | Ståle Solbakken      |
| CM          | 8  | Henrik Rasmussen 56' |
| M           | 9  | Anders Andersson 65' |
| A           | 10 | Søren Frederiksen    |
| A           | 11 | Frank Strandli       |
| Udskiftere: |    |                      |
| GK          | 12 | Allan Gaarde 56'     |
| DF          | 13 | Torben Boye 65'      |
| DF          | 14 | Thomas Gaardsøe 79'  |
| Træner:     |    |                      |
| Hans Backe  |    |                      |